# Curyn (Lublin)
Curyn [pronunciación en polaco: /ˈt͡surɨn/] es un pueblo ubicado en el distrito administrativo de Gmina Wisznice, dentro del Distrito de Biała Podlaska, Voivodato de Lublin, en Polonia oriental. Se encuentra aproximadamente a 4 kilómetros al norte de Wisznice, a 25 kilómetros al sur de Białun Podlaska, y a 78 kilómetros al noreste de la capital regional Lublin.